# Onthophagus costulicollis
Onthophagus costulicollis är en skalbaggsart som beskrevs av Frey 1975. Onthophagus costulicollis ingår i släktet Onthophagus och familjen bladhorningar. Inga underarter finns listade i Catalogue of Life.